# نماواشی

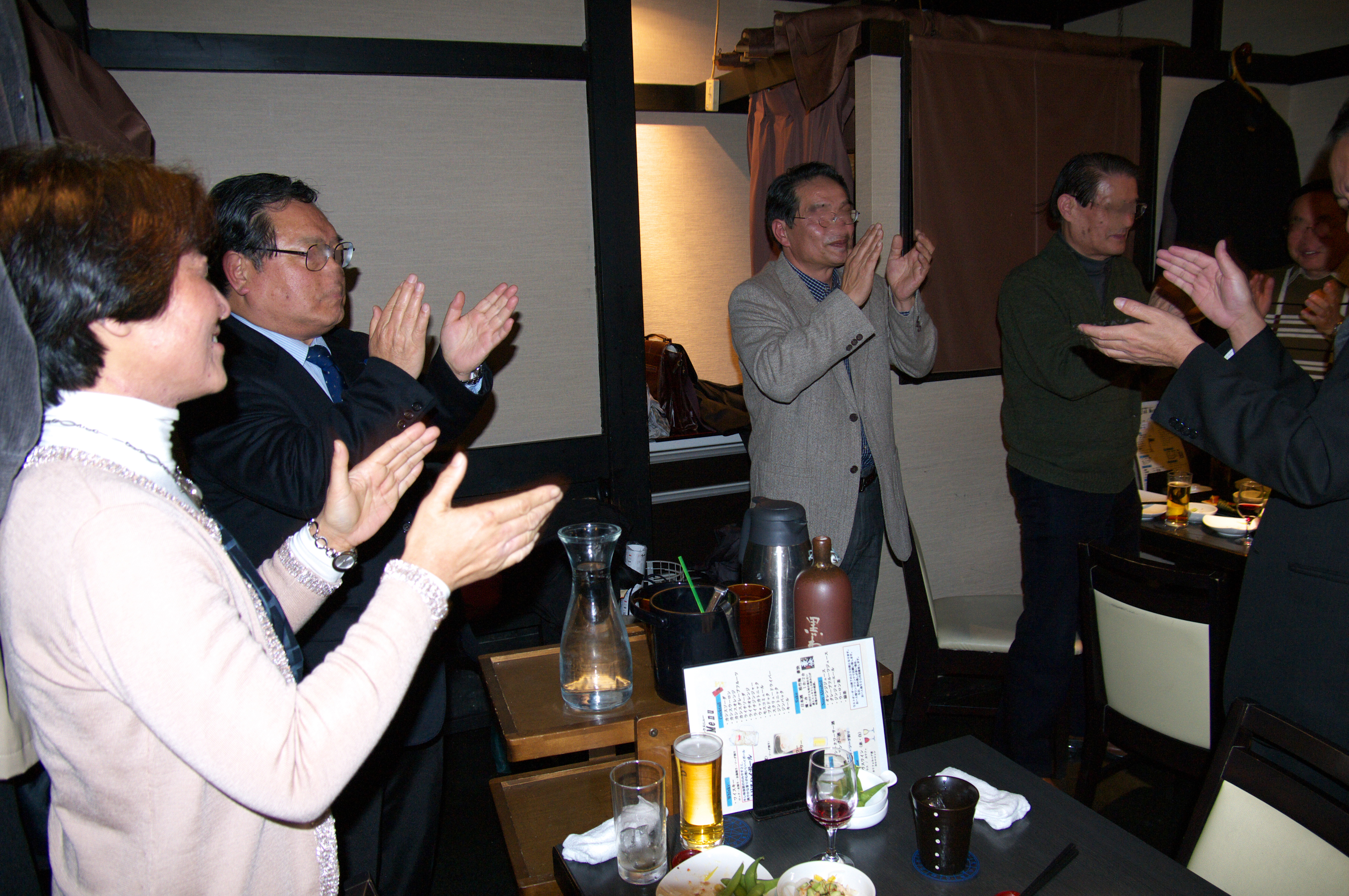
نماواشی در ژاپن یک اصل مهم و ریشه ای در انجام تغییرات است.

نماواشی در ژاپنی به معنای یک فرایند غیررسمیِ به آرامی طرح کردن پایه و اساس برای تعدادی پیشنهاد تغییر یا پیشنهاد پروژه است که توسط صحبت در مورد نگرانی‌های مردم، جمع‌آوری پشتیبانی و فید بکها و… انجام می‌شود.
نماواشی به عنوان یک اصل مهم در هر تغییر عمده‌ای، قبل از هر مرحله رسمی، مطرح شده‌است و نماواشی موفق، تغییرات را قادر می‌سازد تا با رضایت همه طرف انجام پذیرند.
نماواشی در لفظ به معنای «رفتن در اطراف ریشه ها» و معنای دقیق لفظی آن حفاری در اطراف ریشه‌های درخت، برای آماده‌سازی درخت برای پیوند زدن است.
نماواشی گاهی به‌عنوان مثالی برای یک کلمه ژاپنی ذکر شده که ترجمه دقیق آن بسیار مشکل است، زیرا ارتباط تنگاتنگی با فرهنگ ژاپنی دارد، اگرچه برخی اوقات به معنای طراحی زمینه‌سازی ترجمه شده‌است.